# Sana Bir Sır Vereceğim
Sana Bir Sır Vereceğim è un serial televisivo drammatico turco composto da 29 puntate da 60 minuti, trasmesso su Fox dal 5 luglio 2013 al 2 febbraio 2014. È diretto da Cevriye Demir e Filiz Gülmez Pakman, scritto da Ethem Özışık, prodotto da Scor Films ed ha come protagonisti Esra Ronabar, Murat Han, Ekin Koç e Demet Özdemir. È un adattamento della serie televisiva spagnola Los protegidos, andata in onda dal 2010 al 2012.

## Trama
In una notte di tempesta, Sevgi Gündoğdu si sveglia con un incubo e sua figlia Darya viene rapita davanti ai suoi occhi. Sevgi si è allarmata ed è andata alla polizia ogni giorno per tre mesi, sperando che ci fossero novità. Nel frattempo, Mehmet appare davanti a lei per aiutarla a trovare Darya, e altri orfani con abilità speciali che sono nascosti nella casa ai piedi della montagna.

## Episodi
| Stagione       | Episodi | Prima TV Turchia | Prima TV Italia |
| -------------- | ------- | ---------------- | --------------- |
| Prima stagione | 29      | 2013-2014        | inedita         |

## Personaggi e interpreti
- Sevgi Gündoğdu, interpretata da Esra Ronabar.
- Mehmet Gündoğdu, interpretato da Murat Han.
- Kıvanç "Tilki" Gündoğdu, interpretato da Ekin Koç.
- Aylin Gündoğdu, interpretata da Demet Özdemir.
- Burak Gündoğdu, interpretato da Burak Can.
- Çağla, interpretata da Dila Danışman.
- Levent, interpretato da Bora Cengiz.
- Zeynep Gündoğdu, interpretata da Su Burcu Yazgı Coşkun.
- Savaş Yapıcı, interpretato da Berk Cankat.
- Meltem, interpretata da İpek Bağrıaçık.
- Esra, interpretata da Dilşad Şimşek.
- Gürcan Gündoğdu, interpretato da Metehan Sezer.
- Nihat, interpretato da Gazanfer Ündüz.
- Şifacı "Duru", interpretato da Sümeyra Koç.
- Kemal, interpretato da Serhat Özcan.

## Produzione
La serie è diretta da Cevriye Demir e Filiz Gülmez Pakman, scritta da Ethem Özışık e prodotto da Scor Films. Inoltre, è un adattamento della serie televisiva spagnola Los protegidos, andata in onda dal 2010 al 2012.

### Riprese
Le riprese della serie sono state interamente effettuate a Istanbul e nei dintorni.